# Mistrzostwa Polski w Skokach Narciarskich 1982
57. Mistrzostwa Polski w Skokach Narciarskich – zawody o mistrzostwo Polski w skokach narciarskich, które odbyły się w dniach 10–14 lutego 1982 roku na Średniej i Wielkiej Krokwi w Zakopanem.
W konkursie indywidualnym na skoczni normalnej zwyciężył Jan Łoniewski, srebrny medal zdobył Janusz Duda, a brązowy – Józef Pawlusiak. Na dużym obiekcie najlepszy okazał się Piotr Fijas przed Łoniewskim i Pawlusiakiem.
Po raz pierwszy w ramach Mistrzostw Polski rozegrano konkurs drużynowy na dużej skoczni. Złoty medal wywalczył zespół WKS Zakopane w składzie: Jan Łoniewski, Tadeusz Fijas, Jarosław Mądry i Andrzej Kowalski.

## Wyniki

### Konkurs drużynowy na dużej skoczni (10.02.1982)
| Miejsce | Klub                      | Zawodnik                   | Nota zespołu |
| ------- | ------------------------- | -------------------------- | ------------ |
| 1.      | WKS Zakopane I            | Jan Łoniewski              | 654,4        |
| 1.      | WKS Zakopane I            | Tadeusz Fijas              | 654,4        |
| 1.      | WKS Zakopane I            | Jarosław Mądry             | 654,4        |
| 1.      | WKS Zakopane I            | Andrzej Kowalski           | 654,4        |
| 2.      | Wisła-Gwardia Zakopane I  | Jerzy Walkosz              | 635,3        |
| 2.      | Wisła-Gwardia Zakopane I  | Karol Kołtaś               | 635,3        |
| 2.      | Wisła-Gwardia Zakopane I  | Janusz Duda                | 635,3        |
| 2.      | Wisła-Gwardia Zakopane I  | Tadeusz Bafia              | 635,3        |
| 3.      | Olimpia Goleszów          | Józef Pluskota             | 632,0        |
| 3.      | Olimpia Goleszów          | Tadeusz Duława             | 632,0        |
| 3.      | Olimpia Goleszów          | Mirosław Pytel             | 632,0        |
| 3.      | Olimpia Goleszów          | Henryk Tajner              | 632,0        |
| 4.      | WKS Zakopane II           | Karol Bobak                | 622,0        |
| 4.      | WKS Zakopane II           | Tadeusz Szczepaniak        | 622,0        |
| 4.      | WKS Zakopane II           | Władysław Gut              | 622,0        |
| 4.      | WKS Zakopane II           | Andrzej Matyga             | 622,0        |
| 5.      | BBTS Bielsko-Biała        | Wojciech Gruszecki         | 609,8        |
| 5.      | BBTS Bielsko-Biała        | Bogusław Aniołkowski       | 609,8        |
| 5.      | BBTS Bielsko-Biała        | Janusz Waluś               | 609,8        |
| 5.      | BBTS Bielsko-Biała        | Józef Pawlusiak            | 609,8        |
| 6.      | Wisła-Gwardia Zakopane II | Andrzej Marek              | 567,4        |
| 6.      | Wisła-Gwardia Zakopane II | Józef Marek                | 567,4        |
| 6.      | Wisła-Gwardia Zakopane II | Wojciech Marek             | 567,4        |
| 6.      | Wisła-Gwardia Zakopane II | Jacek Gąsienica Mracielnik | 567,4        |

### Konkurs indywidualny na normalnej skoczni (12.02.1982)
| Miejsce | Zawodnik        | Klub                   | Skok 1 | Skok 2 | Punkty |
| ------- | --------------- | ---------------------- | ------ | ------ | ------ |
| 1.      | Jan Łoniewski   | WKS Zakopane           | 81,0   | 82,0   | 251,8  |
| 2.      | Janusz Duda     | Wisła-Gwardia Zakopane | 77,0   | 75,5   | 236,5  |
| 3.      | Józef Pawlusiak | BBTS Bielsko-Biała     | 77,0   | 76,5   | 232,6  |
| 4.      | Piotr Fijas     | BBTS Bielsko-Biała     | 77,5   | 75,0   | 230,5  |
| 5.      | Bogdan Zwijacz  | Wisła-Gwardia Zakopane | 73,0   | 75,0   | 227,8  |
| 6.      | Mirosław Pytel  | Olimpia Goleszów       | 76,5   | 74,5   | 227,6  |
| 7.      | Tadeusz Fijas   | WKS Zakopane           | b.d.   | b.d.   | 225,8  |
| 8.      | Janusz Malik    | GKN Beskidy Szczyrk    | b.d.   | b.d.   | 225,6  |

### Konkurs indywidualny na dużej skoczni (14.02.1982)
| Miejsce | Zawodnik         | Klub                   | Skok 1 | Skok 2 | Punkty |
| ------- | ---------------- | ---------------------- | ------ | ------ | ------ |
| 1.      | Piotr Fijas      | BBTS Bielsko-Biała     | 121,5  | 102,5  | 248,6  |
| 2.      | Jan Łoniewski    | WKS Zakopane           | 115,0  | 99,5   | 237,3  |
| 3.      | Józef Pawlusiak  | BBTS Bielsko-Biała     | 111,5  | 98,5   | 228,0  |
| 4.      | Andrzej Kowalski | WKS Zakopane           | 100,5  | 101,0  | 219,1  |
| 5.      | Bogdan Zwijacz   | Wisła-Gwardia Zakopane | 105,0  | 93,0   | 215,7  |
| 6.      | Tadeusz Fijas    | WKS Zakopane           | 107,0  | 84,5   | 211,1  |
| 7.      | Mirosław Pytel   | Olimpia Goleszów       | b.d.   | b.d.   | 210,7  |
| 8.      | Henryk Tajner    | Olimpia Goleszów       | b.d.   | b.d.   | 210,4  |